# Репичка
Репичката (Raphanus sativus) е едногодишно кореноплодно зеленчуково растение от семейство Кръстоцветни. Произхожда от Средна Азия. Отглежда се като зеленчукова култура от около 1000 г. пр.н.е. в Китай, Япония, Египет, Рим и Гърция. Оформени са две групи сортове – европейска и китайска. В България се култивират европейските форми.
Репичката е студоустойчиво и светлолюбиво растение с къс вегетационен период. кореноплодите са дребни с овална, конусовидна или цилиндрична форма. Външното им оцветяване варира от розово до червено и виолетово или от комбинация от тези цветове. Месото е бяло, сочно, крехко и плътно в свежо състояние (при застаряване се получава така нареченото „изкуфяване“). При прояждане от червеи придобива вишнево червени нишковидни петна.
Репичките са богати на ензими, минерални соли и витамини. Съдържат етерично масло, което усилва секрецията на храносмилателните жлези. Използват се за консумация в прясно състояние, като най-широкото им приложение е при правенето на пресни зеленчукови салати. Не са подходящи за термична обработка, тъй като месото се скашква и загубва вкусовите си качества.
Репичката се отглежда успешно както на открито, така и в оранжерийни условия. В България масово се отглежда в късната есен и рано през пролетта. Кореноплодите са готови за прибиране за около 25 – 30 дни след поникването на растението. Някои от предпочитаните сортове за отглеждане в България са: „Сакса 2“, „Софийски превъзходни“, „Любими“, „Бисер“, „Червени с бели опашки“ и др.